# Plug-in hybrid
Plug-in hybrid lub samochód hybrydowy Plug-in – pojazd z napędem hybrydowym, którego akumulatory użytkownik może doładowywać bezpośrednio z domowego gniazdka elektrycznego lub korzystając z publicznych stacji szybkiego ładowania. 
Próbą nazwania polskojęzycznego tego systemu jest neologizm wtyczkowóz.
Przykładami pojazdów plug-in są Renault Kangoo Elect'road, Toyota Prius Plug-in, Chevrolet Volt, Opel Ampera, Hyundai Ioniq.